# Bettingen (Eifel)
Bettingen település Németországban, Rajna-vidék-Pfalz tartományban. Lakosainak száma 1079 fő (2023. december 31.).

## Népesség
A település népességének változása:
| Lakosok száma | 1083 | 1003 | 1058 | 1064 | 1084 | 1088 | 1079 |
|               | 1975 | 2014 | 2017 | 2019 | 2021 | 2022 | 2023 |